# 707-ма піхотна дивізія (Третій Рейх)
707-ма піхотна дивізія (Третій Рейх) (нім. 707. Infanterie-Division) — піхотна дивізія Вермахту, що входила до складу німецьких сухопутних військ у роки Другої світової війни.

## Історія
707-ма піхотна дивізія сформована 2 травня 1941 року під час 15-ї хвилі мобілізації Вермахту на території VII військового округу. 707-ма піхотна дивізія була набагато меншою за стандартний розмір німецьких піхотних дивізій і мала у своєму складі лише 5000 солдатів. Усі офіцери дивізії, до лютого 1943 року, крім командира генерал-майора Густава фон Бехтольсгайма, були резервістами. Більшість солдатів у дивізії мали вік старше 30 років, а офіцери, як правило, були навіть старшими. Генерал-майор фон Бехтольсгайм та його штаб складався з офіцерів, що були глибоко відданими нацистському режиму.
У серпні 1941 року 707-ма піхотна дивізія була передислокована на Східний фронт, де увійшла до групи армій «Центр» і виконувала окупаційні функції в тиловій смузі групи армій на території Білорусі та Росії. У жовтні 1941 року особовий склад дивізії провели в Мінську публічні повішання членів білоруського опору, в тому числі 17-річної Маші Брускіної. З жовтня по листопад 1941 року 707-ма піхотна дивізія та підрозділи поліції порядку вбили в Білорусі понад 10 000 осіб, більшість з яких були євреями. У цих вбивствах охоче брали участь майже всі офіцери дивізії та особовий склад; невелика кількість тих, хто відмовився, були лише легко покарані. Цю операцію започаткував фон Бехтольсгайм, який видав накази, явно закликаючи до повного «знищення» та «ліквідації» євреїв.
До кінця 1941 року та протягом 1942 і 1943 років 707-та піхотна дивізія продовжувала виконувати обов'язки з охорони тилу в окупованих німцями районах Радянського Союзу. Протягом весни і початку літа 1942 року дивізія провела так звану «антипартизанську операцію» «Бамберг», в результаті якої було вбито понад 4000 радянських громадян — більшість з яких були цивільними селянами. Шепард писав, що в той час як інші німецькі підрозділи безпеки також вбивали велику кількість цивільного населення під час таких операцій, 707-та піхотна дивізія мала найгірші показники. Історик Джефф Резерфорд зробив подібне порівняння, назвавши 707-го «сумнозвісною».
З січня 1944 року 707-та піхотна дивізія використовувалась як фронтовий підрозділ у оборонних ролях. 23 червня на початку головного наступу в ході радянської операції «Багратіон», дивізія увійшла до резерву групи армій «Центр». Наприкінці червні дивізія була оточена і знищена радянськими військами поблизу Бобруйська. 3 серпня 1944 року 707-му піхотну дивізію офіційно розформували.

## Командування

### Командири
- генерал-майор барон Густав фон Маухенгайм (нім. Gustav Freiherr von Mauchenheim gennant von Bechtolsheim) (3 травня 1941 — 22 лютого 1943);
- генерал-лейтенант Ганс фон Фалькенштайн (нім. Hans Freiherr von Falkenstein) (22 лютого — 25 квітня 1943);
- генерал-лейтенант Вальтер Руссвурм (нім. Wilhelm Rußwurm) (25 квітня — 1 червня 1943);
- генерал-лейтенант Рудольф Бузіх (нім. Rudolf Busich) (1 червня — 3 грудня 1943);
- генерал-майор Александер Конраді (нім. Alexander Conrady) (3 грудня 1943 — 12 січня 1944);
- генерал-лейтенант Рудольф Бузіх (12 січня — 15 травня 1944);
- генерал-майор Густав Гір (нім. Gustav Gihr) (15 травня — 27 червня 1944, полон).

### Підпорядкованість
| Час      | Корпус     | Армія | Група армій (округ) | Штаб         |
| -------- | ---------- | ----- | ------------------- | ------------ |
| 1941     |            |       |                     |              |
| серпень  |            |       | Група армій «Центр» | Смоленськ    |
| грудень  |            |       | Група армій «Центр» | Мінськ       |
| 1942     |            |       |                     |              |
| січень   |            |       | Група армій «Центр» | Мінськ       |
| травень  |            | 2 ТА  | Група армій «Центр» | Орел/Брянськ |
| 1943     |            |       |                     |              |
| січень   |            | 2 ТА  | Група армій «Центр» | Орел/Брянськ |
| березень | XXXXVII тк | 2 ТА  | Група армій «Центр» | Орел/Брянськ |
| квітень  | XX ак      | 2 ТА  | Група армій «Центр» | Орел/Брянськ |
| червень  |            | 2 ТА  | Група армій «Центр» | Орел/Брянськ |
| серпень  | LV ак      | 2 ТА  | Група армій «Центр» | Орел/Брянськ |
| вересень |            | 9 А   | Група армій «Центр» | Рогачов      |
| грудень  | XXXV ак    | 9 А   | Група армій «Центр» | Бобруйськ    |
| 1944     |            |       |                     |              |
| січень   | XXXV ак    | 9 А   | Група армій «Центр» | Бобруйськ    |
| червень  |            | 9 А   | Група армій «Центр» | Бобруйськ    |

## Склад
| 1943                                   |
| -------------------------------------- |
| 727-й піхотний полк                    |
| 747-й піхотний полк                    |
| 657-й артилерійський дивізіон          |
| 707-й інженерний батальйон             |
| 707-ме дивізійне управління постачання |
| 707-й дивізійний батальйон зв'язку     |
| 707-й резервний батальйон              |